# Керприш о Боа
Керприш о Боа (фр. Kerprich-aux-Bois) насеље је и општина у Француској у региону Лорена, у департману Мозел.
По подацима из 2011. године у општини је живело 147 становника, а густина насељености је износила 22,79 становника/km².

## Демографија
| 1962. | 1968. | 1975. | 1982. | 1990. | 2011. |
| ----- | ----- | ----- | ----- | ----- | ----- |
| 144   | 135   | 159   | 143   | 117   | 147   |